# Danske Folkekor
Foreningen, Danske Folkekor, blev stiftet i 1902 med et formål at udbrede korsang, korarbejdet på lokalt, nationalt,  nordiske og internationalt plan. Sangere skal kunne udfolde sig på mange niveauer og stilarter.
Danske Folkekor virker som interesse - organisation for danske korsangere - og gør det ekstra interessant at synge i kor.
Organisationen udgiver i samarbejde med Dansk Amatørmusik (DAM) bestående af 12 landsorganisationer, medlemsbladet tidsskriftet Musikmagasinet 4 gange om året.
Danske Folkekor laver løbende arrangementer i hele landet. 
Hvert 5 år arrangerer Danske Folkekor landsstævne,  hvor sangere fra hele landet mødes.